# سوءاستفاده از ضعف
سوء استفاده از ضعف (فرانسوی: Abus de faiblesse‎) فیلمی در ژانر درام به کارگردانی کاترین بریا است که در سال ۲۰۱۳ منتشر شد. از بازیگران آن می‌توان به ایزابل هوپر و کاترین بریا اشاره کرد.